# Aernout van der Neer
Pour l’article homonyme, voir Van der Neer.
Aernout van der Neer (ou Aert ou Artus), né à Gorinchem (Hollande-Méridionale) en 1603 ou 1604 et mort à Amsterdam le 9 novembre 1677, est un peintre paysagiste du siècle d'or néerlandais, spécialiste des paysages d'hiver et des paysages nocturnes. C’est le père du peintre Eglon van der Neer.

## Biographie
On connait peu de choses sur la vie de Van der Neer. Il a passé son enfance à Arkel, près de Gorinchem où il a travaillé comme intendant chez le Lord d'Arkel. Il devint peintre amateur, probablement à la suite de sa rencontre avec les frères Camphuysen, Raphaël et Jochem Govertsz. Il a épousé leur sœur Lysbeth Van der Neer (1601-1659), en 1629 et ils ont eu une fille Gretel née cette année là.
Il partit à Amsterdam vers 1632. Eglon est né autour de 1635 et 1636 et ses autres enfants sont Cornelia (1642), Elisabeth (1645), Pieter (1648) et Alida (1650). Raphael Camphuysen était témoin de la naissance de leur fille Cornelia en 1642.  
Van der Neer avait du mal à subvenir à ses besoins avec ses tableaux. Pour améliorer ses revenus, il ouvrit, en 1659, la taverne De Graeff van Hollant sur la Kalverstraat, avant de devoir fermer, en 1662 pour faillite. Van der Neer est mort en 1677 dans la pauvreté dans sa maison sur la Kerkstraat.
Son fils Eglon a également exercé le même métier que son père. Son petit-fils, Aert van der Neer était, comme son père et grand-père, peintre.

## Œuvre
Son premier tableau connu date de son arrivée à Amsterdam en 1632. C'est une peinture de genre dans le style de Peter Quast (galerie nationale de Prague). Son premier paysage connu date de 1633, et il est co-signé par Jochem Camphuysen. Son premier travail indépendant témoigne de l'influence de Rafael Camphuysen et de Jan van Goyen. C'est au milieu des années 1640, qu'il commença à installer son style propre, spécialisé dans un petit nombre de sujets, des scènes d'hiver influencées par Hendrick Avercamp, tempêtes de neige, soleil levant, soleil couchant et nocturnes. Son principal talent, est son habileté à évoquer par la couleur et la lumière, différentes atmosphères et conditions météorologiques.
- Vue sur la rivière en hiver, (1630-1660), huile sur toile, 55 × 64 cm, Rijksmuseum, Amsterdam[2]
- Scène de rivière le soir (vers 1640), huile sur chêne, 23 × 38 cm, Wallace Collection, Londres[3]
- Paysage au clair de lune avec pont (1648-1650), huile sur panneau, 78 × 110 cm, National Gallery of Art, Washington[4]
- Rivière en hiver (vers 1650), huile sur toile, 64 × 79 cm, Rijksmuseum, Amsterdam[5]
- Scène d'hiver, (milieu des années 1650), huile sur toile, 61 × 75 cm, Wallace Collection, Londres[6]
- Scène d'hiver avec patineurs (1650-1660), huile sur bois, 46 × 70 cm, Collection privée, Vente Christie's 1997[7]
- Scène de patinage (1655-1660), huile sur toile, 53 × 68 cm, Wallace Collection, Londres[8]
- Jeux sur la rivière gelée (vers 1660), huile sur bois, 23 × 35 cm, Metropolitan Museum, New York[9]
- Village hollandais au bord d'un canal (vers 1665), Musée des Beaux-Arts de Carcassonne [10]
- Pêcheurs au clair de lune (1665-1670), huile sur toile, 66 × 86 cm, Kunsthistorisches Museum, Vienne[11]
- Soirée sur une place de la ville (date inconnue),huile sur bois,Kunsthalle de Hambourg

Ancienne attribution :
- Scène de canal au clair de lune (« à la manière de », probablement au XVIIIe siècle), huile sur toile, 58 × 73 cm, Wallace Collection, Londres[12]

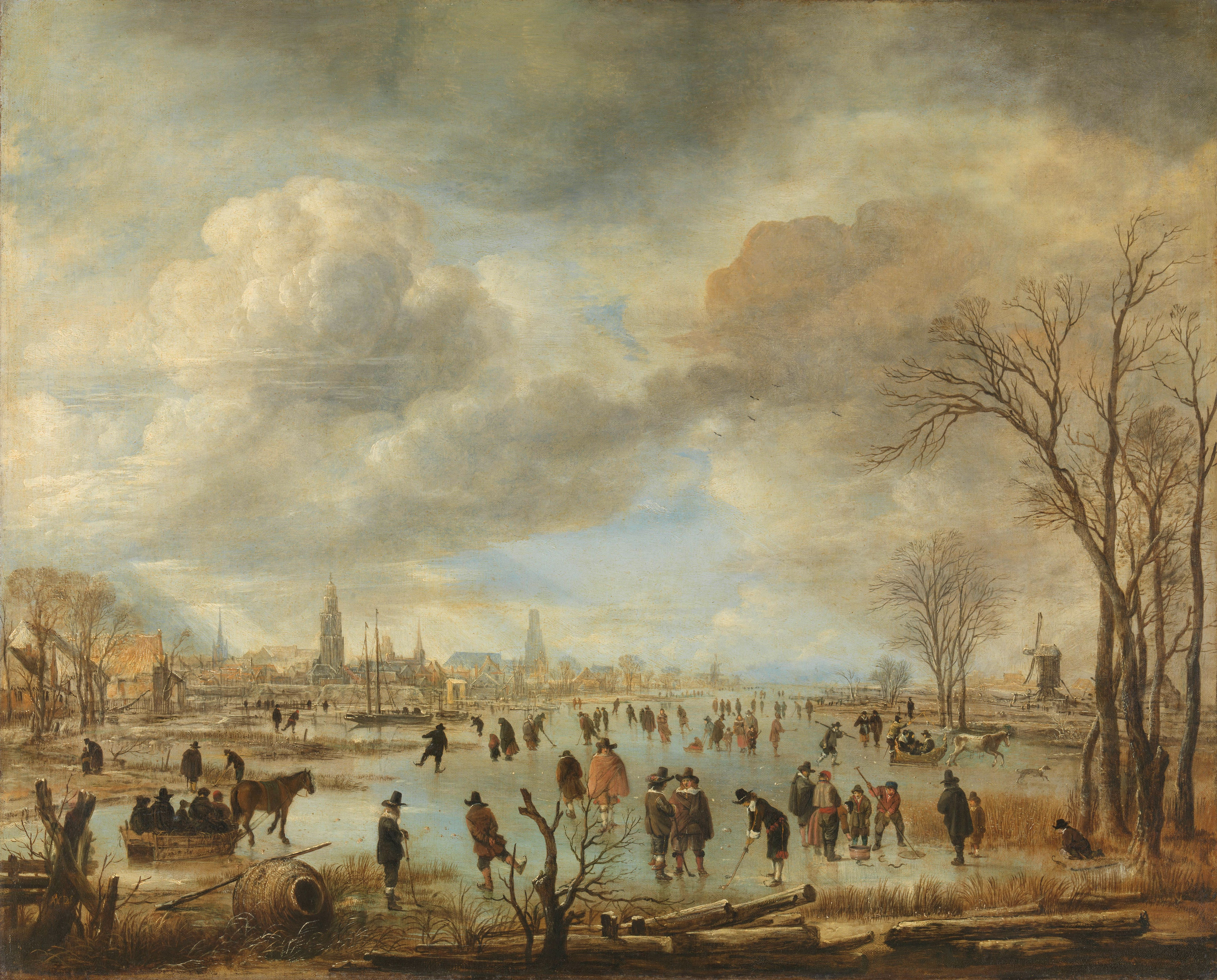
Vue sur la rivière en hiver, (1630-1660) Rijksmuseum.
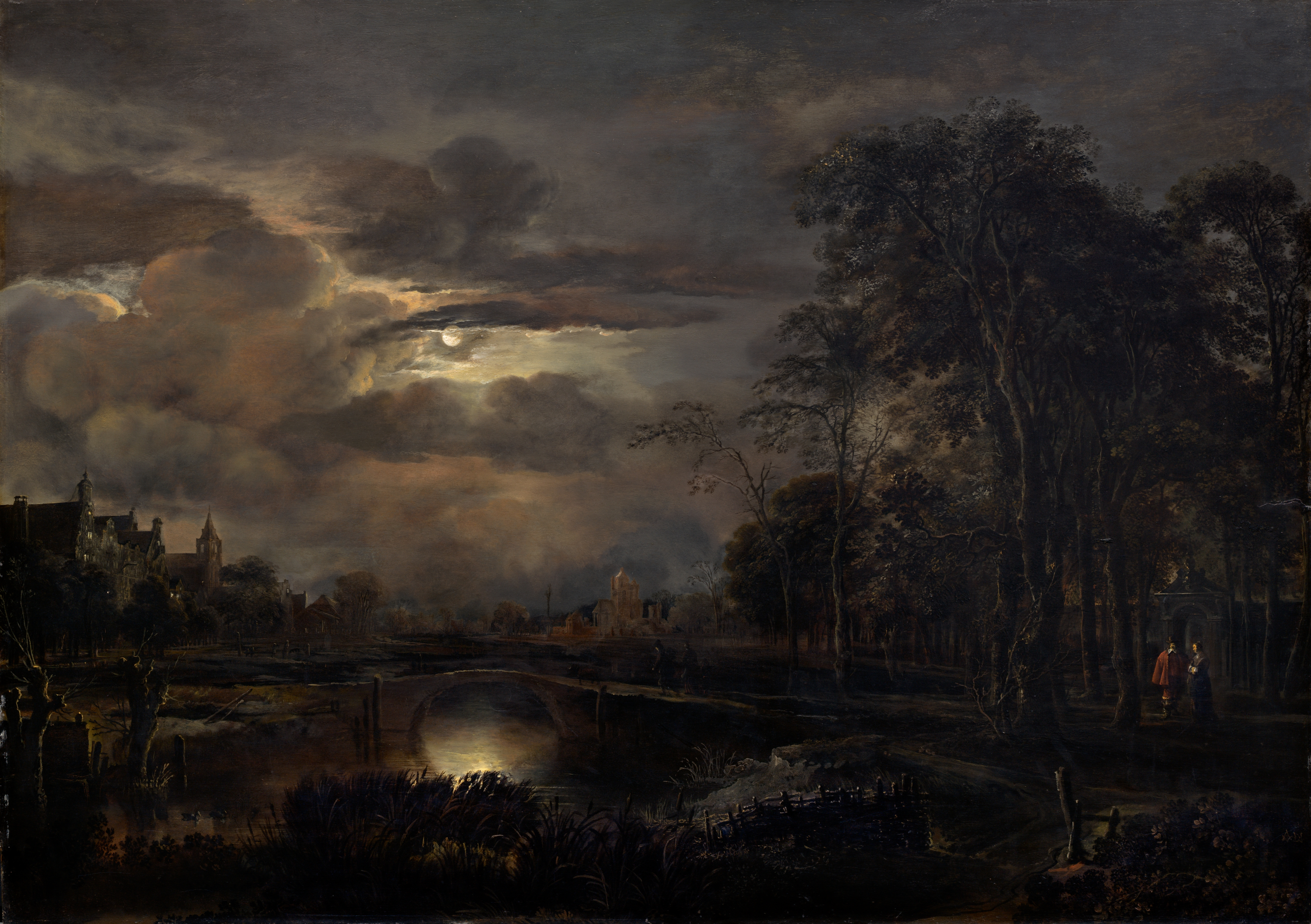
Paysage au clair de lune avec pont (1648-1650) Washington.
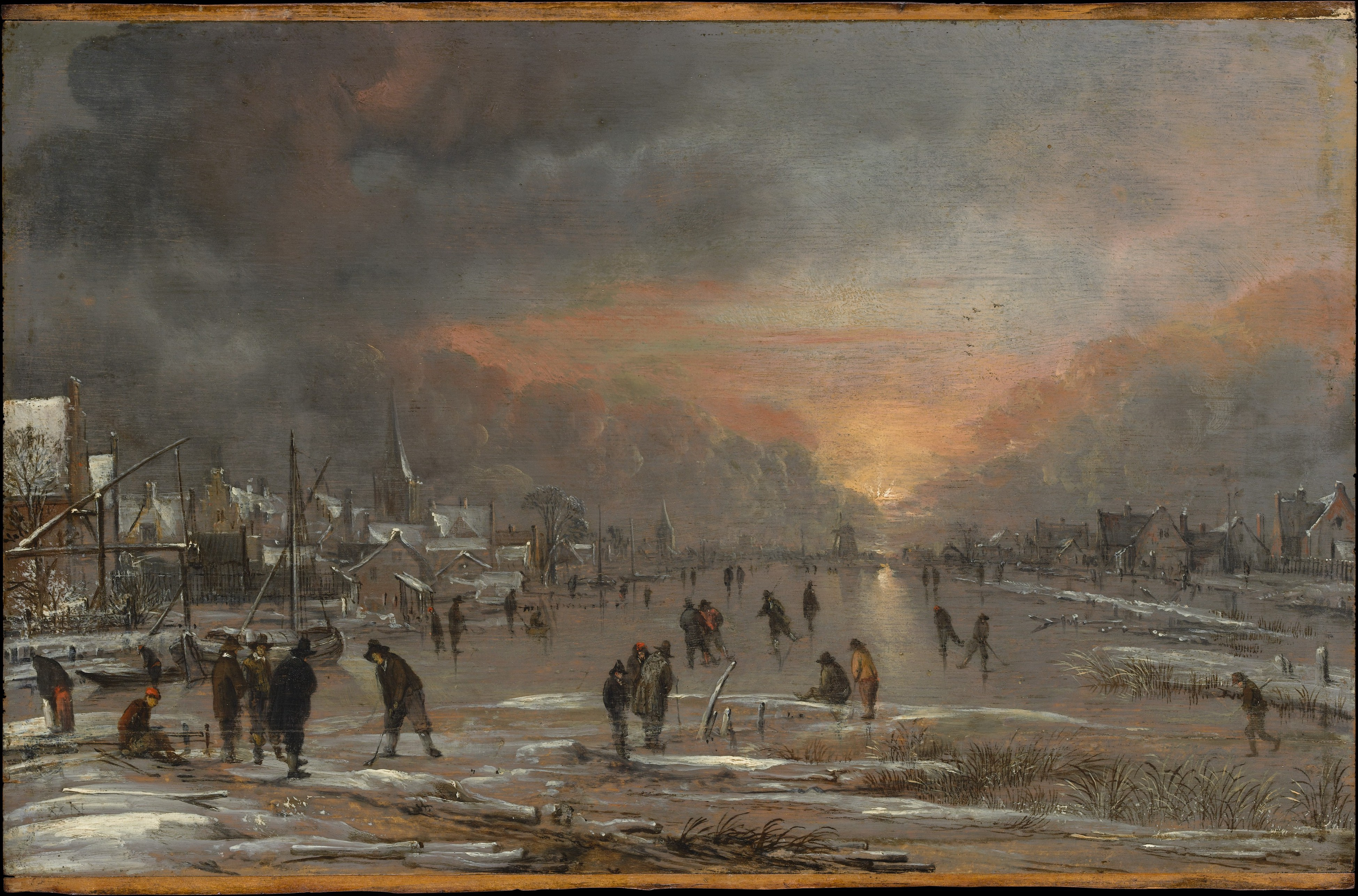
Jeux sur la rivière gelée (vers 1660) Metropolitan Museum.
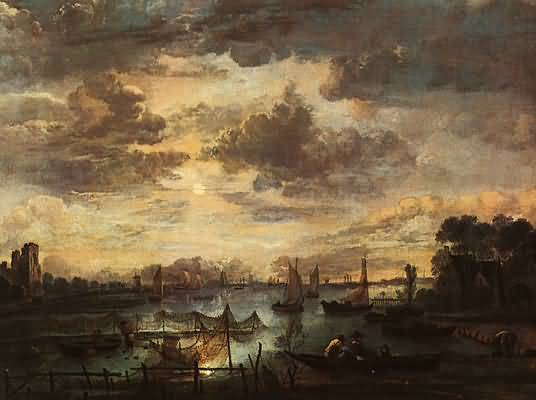
Pêcheurs au clair de lune (1665-1670) Kunsthistorisches Museum.